# Tillières-sur-Avre
Tillières-sur-Avre é uma comuna francesa na região administrativa da Normandia, no departamento de Eure. Estende-se por uma área de 16,69 km². Em 2010 a comuna tinha 1 100 habitantes (densidade: 65,9 hab./km²).
É a comuna onde nasceu o pintor Maurice Boitel.